# جمال الدين (حبيش)

تعديل مصدري - تعديل

جمال الدين محلة تابعة لقرية الصفاء، التابعة لعزلة بني معين بمديرية حبيش إحدى مديريات محافظة إب في الجمهورية اليمنية، بلغ تعداد سكانها 52 حسب تعداد اليمن لعام 2004.